# جوایز موزیک ویدئوی بریتانیا ۲۰۱۶
جوایز موزیک ویدئوی بریتانیا در تاریخ ۲۰ اکتبر ۲۰۱۷۶ برگزار شد تا بهترین‌ها را در موزیک ویدئو از بریتانیا و سراسر جهان تشخیص دهد. نامزدها در ۲۱ سپتامبر ۲۰۱۶ اعلام شد. جیمی XX موسیقی دان انگلیسی با ویدئو " Gosh " به کارگردانی رومین گاوراس برنده ویدئوی سال شد.